# ヘクソカズラグンバイ
ヘクソカズラグンバイ（学名：Dulinius conchatus）はカメムシ目の昆虫の1つで、ヘクソカズラなどの葉に寄生する。日本では近年の外来種であり、現在分布域を拡大している。

## 特徴
体長2.6 - 3.2mmの昆虫。全体に淡い褐色だが、前胸背の背面に膨らんだ附属突起部が黒褐色を帯びている。口吻は長く、後脚の基節を越えるほどある。前胸背の前端にある帽状部は大きく膨らんで頭部まで覆う。前胸背の中央やや側面側からは翼状片が突き出し、これは左右に丸く膨らんで半球形になり、ほぼ直立しており、3列の小室を含む。さらに前胸背のやや後方寄りの正中線の左右から側隆起があり、半球形に膨らみ、ほぼ立ち上がり、その高さは翼状片とほぼ等しい。前翅は後方に向けてやや広くなる。前縁域の小室は前端と後端では1列、中央では3列となっている。

## 生態など
ヘクソカズラ Paederia foetida を初めとしてアカネ科の植物に寄生する。寄生を受けたヘクソカズラの葉は一面に白くなり、葉裏には糞とともに幼虫や成虫が見られる。卵は葉の組織内に埋め込まれる。日本ではへクソカズラからしか報告されていないが、ヤエヤマアオキ Morinda citrifolia についたという報告も古くにはあり、実際にそれを宿主として飼育した場合、繁殖まで確認されている。
日本では年3化と考えられている。

## 分布
中国南部から東洋区に分布する。原産地としてはインドとスリランカがあげられている。日本には人為的に入った外来種と考えられており、最初の発見は1996年、大阪府池田市であり、当時の生育状況から伊丹空港に入った航空貨物に紛れて侵入したものと推定されている。2012年時点での分布域は本州の関東以西、四国、九州北部とされている。なお、この種の拡散はほぼ同時期に侵入した同じ科の外来種であるプラタナスグンバイ Corythuncha ciliataに比べて明らかに遅く、これについては本種の宿主が実用性の低い雑草を中心にしているために報告が上がっていないためとも考えられる。分布の拡大には宿主植物とともに人為的に運ばれた可能性が考えられるが、宿主のヘクソカズラが都市から荒れ地、森林まで広く生育するのに対して本種の生息地が交通量の多い乾燥したところに多いことが言われており、徳島での観察でも本種が道路沿いに主に見られたことから、本種自身が自動車などで運ばれている可能性がある。

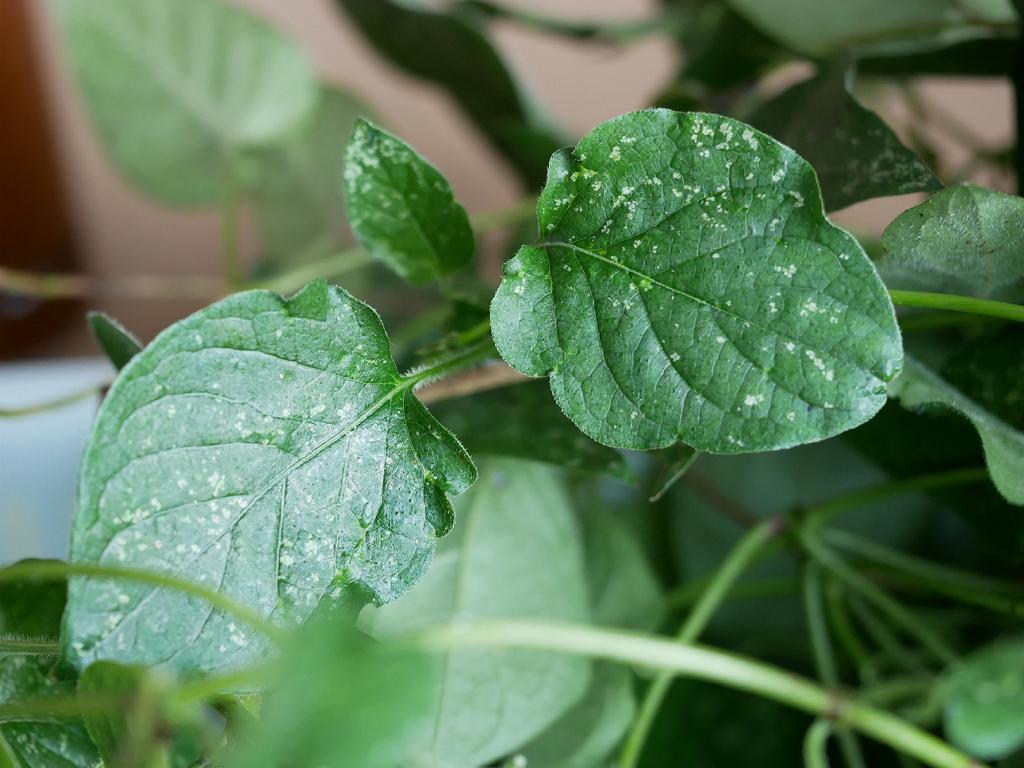
寄生を受けたヘクソカズラの葉 白い斑点が本種の食痕
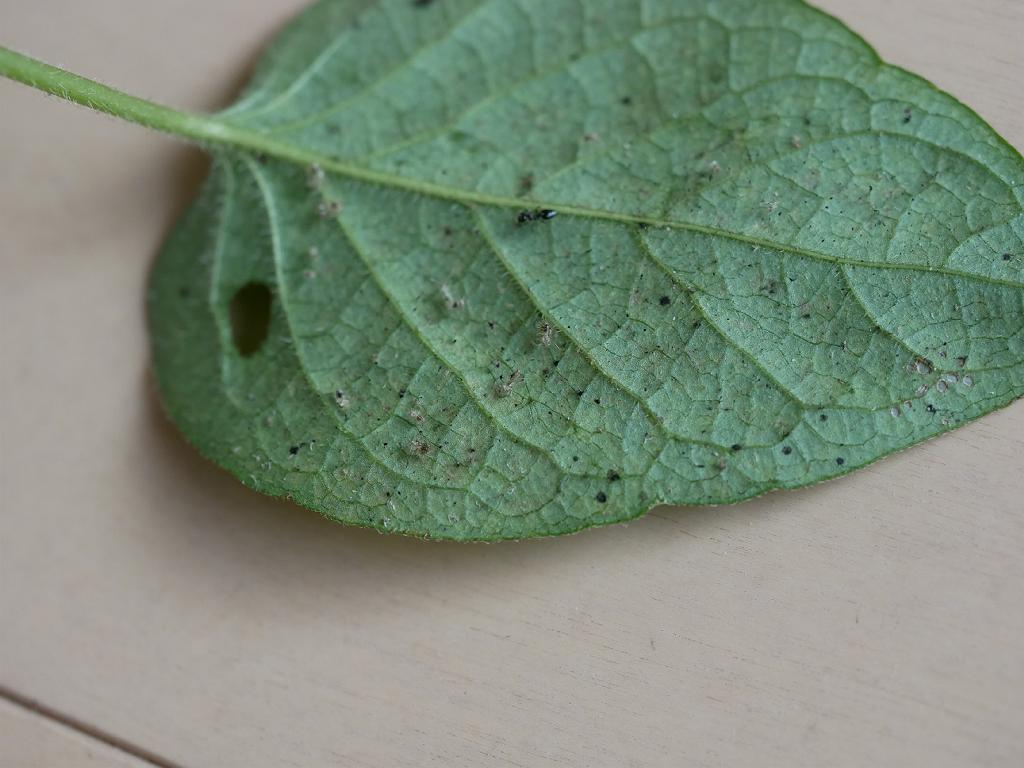
その葉裏 幼虫の脱皮殻と糞が散らばっている

## 分類
本種の属するヘクソカズラグンバイ属はアジアに分布する本種の他にアフリカに6種があり、帽状部が大きく膨らみ、翼状片、側隆起がいずれも半球形に発達して直立する特徴があり、本種がタイプ種となっている。

## 利害
植物から汁を吸うものであるから、一般的には害虫扱いされるが、本種の場合、日本での宿主はほぼヘクソカズラに限定されているようである。宿主への影響は深刻と言えるものであるが、何しろ雑草であるので問題にされてはいない。山田、行成（2009）などでもその影響を懸念する言葉は用いられていない。
ただしヘクソカズラはハワイやフロリダでは外来の侵略的な帰化植物として知られており、本種はこれを制圧するための生物としての効果が期待されたこともある。特にへクソカズラと同属の種がこの地域の在来植物相に含まれていないため、生物的制御の対象として安全であろうとの判断があった。しかし上述のようにヤエヤマアオキでの繁殖が確認され、現在ではその利用には用いられがたいとの判断である。